# Angrebet i Manchester 2017
Angrebet i Manchester 2017 var en eksplosion uden for Manchester Arena i Manchester, der foregik den 22. maj 2017 efter en koncert med den amerikanske sangerinde Ariana Grande. Bomben gik af klokken 22:33 britisk tid og resulterede i 22 dræbte og omkring 800 sårede. Op mod 21.000 personer havde deltaget i koncerten. Eksplosionen blev udført med en improviseret sprængladning og bliver betragtet som et selvmordsangreb; gerningsmanden blev dræbt ved hændelsen.

## Omstændighederne
Bombemanden er identificeret som Salman Abedi. Han var født i Storbritannien og boede i Manchester. Forældrene stammede fra Libyen. En talsmand for de britiske myndigheder bekræfter oplysninger i de britiske medier om, at Abedi for nylig var vendt hjem fra Libyen. Ifølge BBC var den bombe, der blev anvendt, ikke fremstillet af ham selv. Indenrigsminister Amber Rudd sagde onsdag, at Abedi "sandsynligvis" ikke handlede alene.
Dagen efter blev en 23-årig person anholdt i forbindelse med Manchester-bomben. Politiet har to døgn senere oplyst, at det er Abedis broder. I følge en erklæring fra Politiet er yderligere tre personer blev anholdt i den sydlige del af Manchester, efter at de i forbindelse med den igangværende efterforskning af angrebet på Manchester Arena, havde gennemført ransagninger i South Manchester.
Islamisk Stat (IS) påtog sig dagen efter gennem de sociale medier skylden for bombeangrebet.

## Støttekoncert
Ariana Grande vendte tilbage til Manchester for at holde en støttekoncert. Mange andre artister hjalp hende med at holde koncerten. Blandt de optrædende var Justin Bieber, the Black Eyed Peas, Coldplay, Miley Cyrus, Marcus Mumford, Niall Horan, Little Mix, Katy Perry, Take That, Imogen Heap, Pharrell Williams, Robbie Williams and Liam Gallagher. Det britiske Røde Kors meddelte at de havde modtaget mere end £10 millioner i donation i de 12 timer efter koncerten. Pengene de samlede ind blev brugt til ofrene og deres familie.